# 领养的希尔德贝尔特
领养的希尔德贝尔特（拉丁語：Childebertus Adoptivus）是墨洛温王朝的法蘭克國王（656年-661年在位）。蘭登丕平的孫子、老格里摩爾德的兒子、西吉貝爾特三世的養子。
希爾德貝爾特出生於650年，奧斯特拉西亞國王西吉貝爾特三世當時仍沒有後嗣，格里摩爾德勸說西吉貝爾特三世收養自己的兒子希爾德貝爾特為養子。但是其後，西吉貝爾特三世娶了勃艮第的希米勒希爾德，二人並生下兒子－日後的國王達戈貝爾特二世及女兒－將來的紐斯特里亞及勃艮第王后比莉查爾德。
當西吉貝爾特三世於656年逝世後，格里摩爾德試圖篡奪奧斯特拉西亞王位，將當時只有7歲的達戈貝爾特二世剃度並送到在愛爾蘭修道院，他的兒子希爾德貝爾特自立為國王。但是在7個月後，希爾德貝爾特被廢黜，與格里摩爾德同在一場叛亂中被紐斯特里亞及勃艮第國王克洛維二世俘虜並殺死。
另一說法是根據法蘭克人史紀，克洛維二世為了將奧斯特拉西亞與自己的王國合併，所以同意格里摩爾德流放侄兒達戈貝爾特二世。希爾德貝爾特成為國王六年後（即662年），克洛維二世的長子克洛泰爾三世派宮相伊布漢引誘格里摩爾德及希爾德貝爾特到紐斯特里亞，將他們殺死並將奧斯特拉西亞納入王國內。據此說，希爾德貝爾特應是於662年2月1日逝世。